# Движение за освобождение Сан-Томе и Принсипи / Социал-демократическая партия
Движение за освобождение Сан-Томе и Принсипи / Социал-демократическая партия (порт. Movimento de Libertação de São Tomé e Príncipe / Partido Social Democrata, МЛСТП/ПСД (MLSTP/PSD)) — одна из крупнейших политических партий в Сан-Томе и Принсипи.

## История
В 1960 году, когда освободительное движение в Африке приняло широкомасштабный характер, небольшой группой сантомейцев (выходцев с Сан-Томе) в г. Либревиле (Габон) был создан Комитет полного освобождения Сан-Томе и Принсипи (порт. Comitê pela Libertação de São Tomé e Príncipe, СLSTP), который возглавил Мануэл Пинту да Кошта. В 1972 году Комитет был преобразован в Движение за освобождение Сан-Томе и Принсипи, МЛСТП (порт. Movimento de Libertação de São Tomé e Príncipe, MLSTP)
После победы в апреле 1974 года португальской «революции гвоздик» на переговорах между МЛСТП и новым правительством Португалии было достигнуто соглашение о предоставлении Сан-Томе и Принсипи независимости 12 июля 1975 года и на паритетных началах создано переходное правительство автономной Республики Кабо-Верде во главе с португальским высоким комиссаром, половина членов которого была назначена МЛСТП.
В июне 1975 года на выборах в учредительное собрание МЛСТП получила все 16 мест. 12 июля 1975 года была провозглашена независимая Демократическая Республика Сан-Томе и Принсипи, президентом которой стал генеральный секретарь ЦК МЛСТП Мануэл Пинту да Кошта. МЛСТП стало правящей и единственной партией страны (и оставалось ею до 1990 г.).
В конце 1989 г. на партийной конференции произошли дебаты, после которых правая фракция МЛСТП предприняла переход к многопартийной системе. Новая конституция, предложенная ЦК МЛСТП, была одобрена на всенародном референдуме в августе 1990 г.
По решению съезде партии, проведённого в октябре 1990 г., Карлуш да Граса сменил Мануэла Пинту да Кошту на посту генерального секретаря. Кроме того, партия стала называться «Движение за освобождение Сан-Томе и Принсипи / Социал-демократическая партия» (MLSTP/PSD).
27 февраля 2005 года по решению IV съезда МЛСТП/ПСД партию возглавил Гильерме Поссер да Кошта. 15 января 2011 года на V съезде МЛСТП/ПСД главой партии был избран Аурелиу Мартинш.
МЛСТП/ПСД поддерживает отношения с рядом партий в других португалоязычных странах, например, с Социалистической партией Португалии и ангольской МПЛА.

## Символы партии
Первым символом МЛСТП был флаг, созданный его лидером Мануэлом Пинту да Коштой. Он представлял собой полотнище из трёх горизонтальных равновеликих полос — зелёной, жёлтой и зелёной, с красным треугольником у древка и чёрной аббревиатурой MLSTP на жёлтой полосе. Вскоре вместо аббревиатуры на жёлтой звезде стали изображаться две большие чёрные звезды, символизирующие принадлежность страны к Африке, единство двух островов и их расположение на экваторе среди водных просторов Гвинейского залива.
Флаг МЛСТП использовался переходным правительством автономной Республики Сан-Томе и Принсипи с 21 декабря 1974 года, был поднят 12 июля 1975 года при провозглашении независимости Демократической Республики Сан-Томе и Принсипи как её государственный флаг и оставался таковым до 5 ноября 1975 года, когда был утвержден новый государственный флаг Сан-Томе и Принсипи, основанный на флаге МЛСТП.

Первоначальный вариант флага МЛСТП
Флаг МЛСТП (1972-1990)